# Łukasz Gros
Łukasz Gros (ur. 21 maja 1983) – polski kajakarz, kanadyjkarz, medalista mistrzostw Europy, mistrz Polski.

## Kariera sportowa
Był zawodnikiem Wel Lidzbark Warmiński i od 2003 AZS-AWF Gorzów Wlkp. Jego największym sukcesem na arenie międzynarodowej był brązowy medal mistrzostw Europy w 2008 w konkurencji C-4 1000 m (z Łukaszem Woszczyńskim, Adamem Ginterem i Arkadiuszem Tońskim). Na tych samych zawodach w konkurencji C-4 500 m zajął 4. miejsce. Na mistrzostwach Europy w 2006 został zdyskwalifikowany w finale C-4 1000 m.
Był mistrzem Polski w konkurencji C-4 500 m (2003), C-4 1000 m (2008) i maratonie kajakowym C-2 (z Łukaszem Woszczyńskim).